# 大沼 (赤城山)

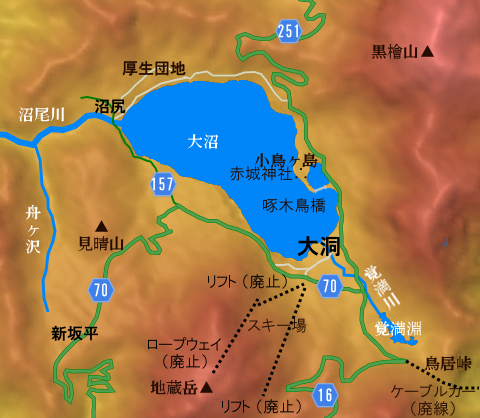
大沼周辺拡大図

大沼（おの、おおぬま、赤城大沼）は、群馬県の赤城山の山頂カルデラにある火口原湖で、赤城山のカルデラ湖としては最大のもの。
水系としては利根川に属し、湖水は北西の火口瀬から沼尾川として流出、赤城山の西麓を流れ下って直接利根川に注ぐ。半島部の小鳥ヶ島には赤城神社が鎮座する。冬期のワカサギ釣りやスキー・スケート地として知られ、1970年代には関東地方のスキー場として多くのレジャー客を集めた。

## 呼称

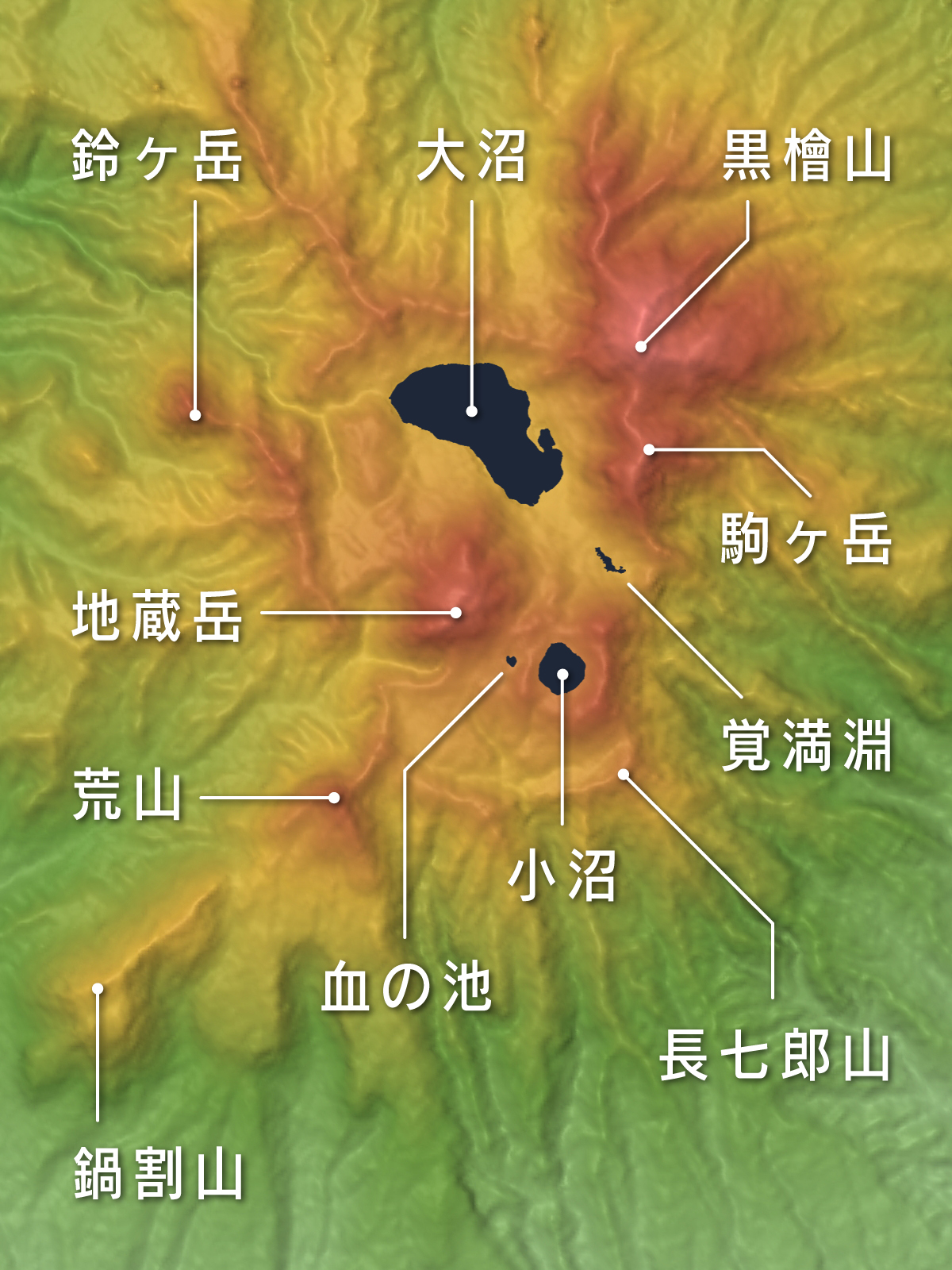
大沼周辺概略図

大沼の「正しい」読み方は「おの」、小沼は「この」であるとされている。しかし近年は「おおぬま」「こぬま」の読み方をする者が増えている。赤城湖という異称もある。
古い呼び名としては、「石垣沼」、「葛葉湖」といったものもある。

## 地形
赤城大沼は赤城山の山頂カルデラ内にあり、周囲を赤城山の中央火口丘である地蔵岳や外輪山の黒檜山に囲まれている。山頂カルデラの大きさは南北約4キロメートル、東西約2.3キロメートル。湖面の標高は1310メートルないし1345メートル。成因として火口原湖である。
形状は「長い曲玉状」「楕円形」とされている。湖の東岸には「小鳥ヶ島」と呼ばれる半島状の岬があり、島全域を神域とする赤城神社が鎮座する。
周囲は約4.0キロメートル。面積は0.8ないし0.9平方キロメートル。赤城山山頂カルデラの湖のなかでは最も大きい。
水深は、最深部で16.5メートル。小鳥ヶ島の周辺は最も浅く、水深0.2メートル。透明度は4メートル程度。
夏季には、表層の水温は摂氏22度から25度、底部で5度。冬季は12月下旬ごろから4月上旬まで結氷し、氷の厚さは40センチメートル以上、年によっては50センチ以上に達する。厳冬期には氷が昼夜に伸縮して湖面に小規模な「御神渡」ができる。大沼は南北方向に長いため、氷の伸縮によって生じる「御神渡」は東西方向に発達し、高さ20センチメートルほどとなる。
流入河川は覚満淵からくる覚満川のほかは小河川のみで、湖水の水源のほとんどは雨水と湖底の湧水である。そのために季節による水位の変動は少ない。
湖水は大沼の北西端である「沼尻（湖尻）」でカルデラの外輪を破って火口瀬をつくり、沼尾川として西方へ流出している。沼尾川は旧赤城村（現渋川市赤城町深山）を貫流して津久田（渋川市）で利根川に注いでいる。
東南岸の大洞（だいどう）地区には土産物店や旅館などが集まり、観光の拠点となっている。地蔵岳山麓にはスキー場が整備されている。北岸の沼尻地区には企業・学校の寮や厚生施設、山荘が散在する。

## 形成史

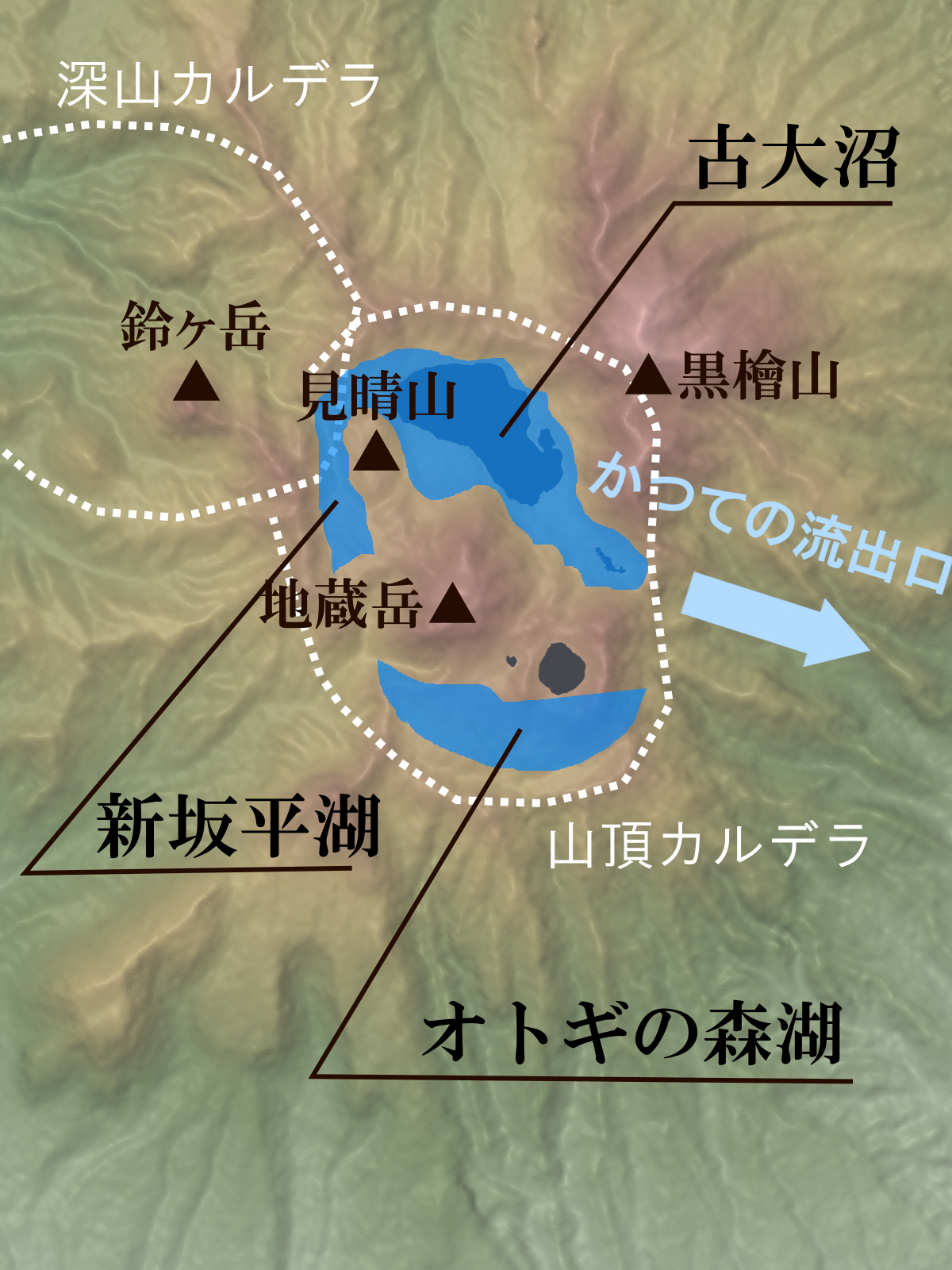
3万2000年前頃の赤城山山頂付近

赤城山は約50万年前から約40万年前に柏崎千葉構造線（利根川構造線）で始まった火山活動で、数万年かけて標高2500メートルほどの成層火山へと成長した。その後、約20万年前の大爆発と山体崩壊、その後の休止期をはさんで、15万年前に再び火山活動を活発化させ、現在の赤城山外輪山の最高峰である黒檜山（1828m）と駒ケ岳（1695m）などを形成。次いで12万年前に西方で大爆発と陥没が起き、深山カルデラができた。
いまの赤城山の山頂カルデラの生成が始まったのは約4万5000年前と推定されている。このときは山頂で起きた噴火によって膨大な量の噴出物を関東一円に堆積させ、軽石は栃木県鹿沼市付近で鹿沼土となり、火山灰は関東ローム層を形成した。この噴火によって山頂部は陥没してカルデラとなり、現在の外輪山とカルデラの原型ができた。ここにできたカルデラ湖は現在の大沼の7倍ほどの大きさがあり、現存する湖の母体となった。
約3万2000年前ごろから、この山頂カルデラ内で新たな火山活動が始まった。これにより地蔵岳、見晴山、長七郎山などの中央火口丘が出現し、山頂カルデラにあった湖が分断され、大小2つの湖となった。このうち北側は、現在の大沼と覚満淵や、現在の坂平方面にあった入江（新坂平湖）をあわせた広がりを持ち、「古大沼」と呼ばれている。古大沼は現在の覚満淵の東側に火口瀬があり、落差200メートルの滝をつくって渡良瀬川方面へ流出していた。南側の湖は「オトギの森湖」と呼ばれている。この湖は今の小沼と同じように粕川から南斜面へ流出していた。
その後、古大沼の西側の入江（新坂平湖）は土砂の流入で埋め立てられた。また、外輪山の侵食によって西側に新たな火口瀬ができて、沼尾川として湖水が流出し、現在のように覚満淵と大沼に分断された。
一方、南にあったオトギの森湖は埋め立てられて消失した。その後、2万7000年前に新たな火口が出現し、これが直径約1kmの火口湖となった。これが現在の小沼である。小沼はその後に侵食によって湖水がガラン沢（粕川）へ流出し、いまは直径300メートルほどに縮小している。これらよりさらに後に小規模な噴火があり、血の池という小さな火口湖も生まれた。

## 自然環境

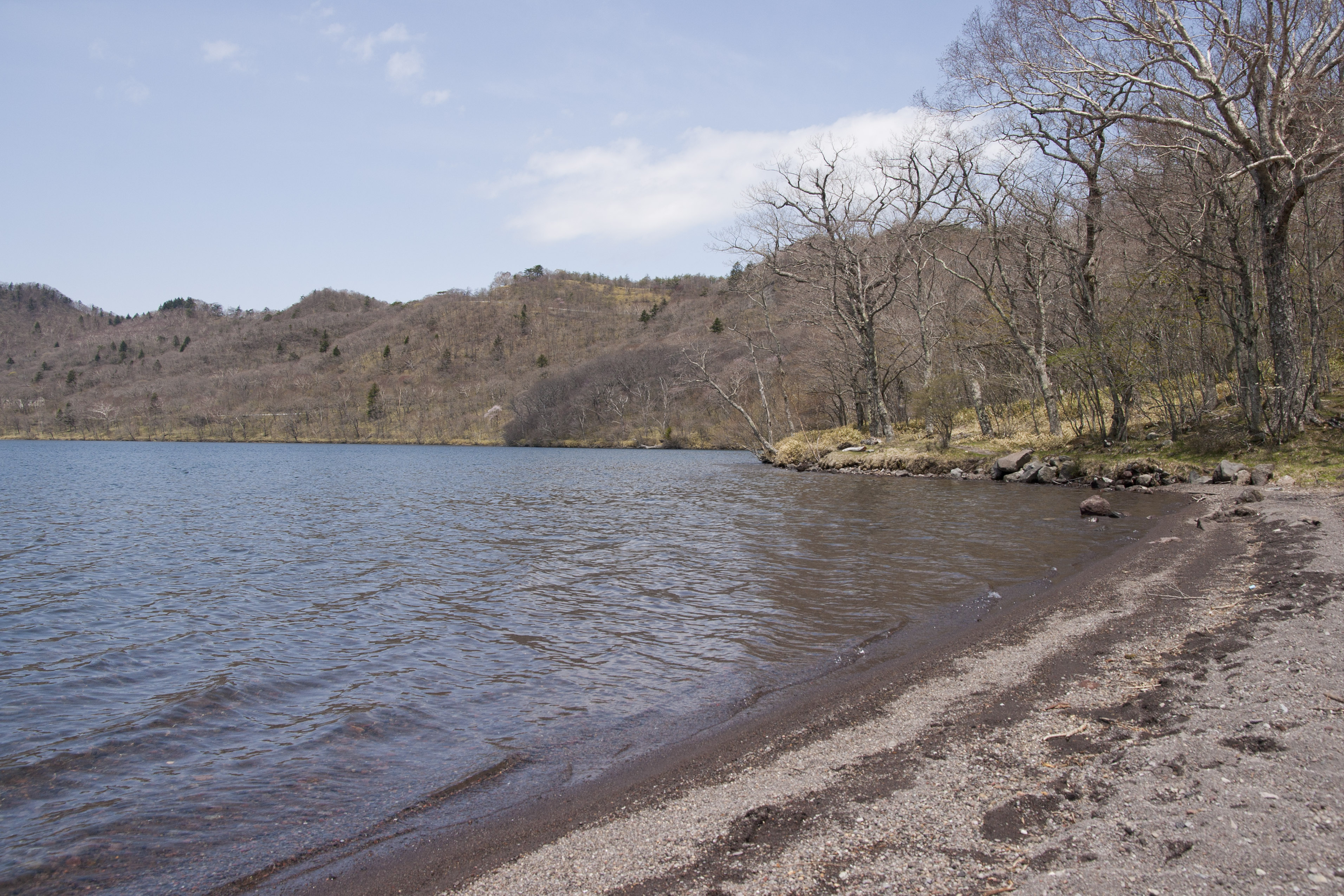
湖岸の植生

### 植物
赤城山では標高1000メートル以上の地域ではミズナラが代表的である。ただし山頂付近では、角閃石安山岩が風化した酸性土壌のためミズナラが成長できず、シラカバの純林が形成されている。
大沼の周囲では針葉樹のコメツガがみられる。これは、大沼が数千年前まで今よりも大きく、湖面が高かった頃に形成された湖底堆積物の土壌に生育しているもので、現在の湖面から概ね30メートル高い位置まで分布している。これはミズナラ林に遷移する途中の段階の植生である。
大沼の南東に位置する覚満淵の周辺はミズゴケやモウセンゴケ、ニッコウキスゲなどを中心とした湿原になっている。湿原の北側には泥炭が2メートルから3メートルの層を形成しており、高層湿原へと遷移する途上にある。
かつて湖の一部だった新坂平は標高が1400メートルから1480メートルに位置している。ここは開拓されて乳牛を飼育する牧場（赤城白樺牧場）となった。この一体にはレンゲツツジが生育している。毒性があるレンゲツツジを乳牛は食べないので、結果としてレンゲツツジだけが牧場の敷地内に群落状に残ることになり、これが春の名物になっている。

### 動物
貝類ではマルタニシ、魚類ではワカサギ、ヘラブナ、コイ、ウグイ、ギンブナ、モツゴ、ドジョウなどが分布している。ウグイは繁殖期に覚満川を遡上する。両生類ではヒキガエル、ヤマアカガエル、ツチガエルが生息。鳥類ではコガモがつがいをつくる。
覚満川ではナミウズムシ、上流にあたる覚満淵にはマメシジミが生息。

### 水質
観光客の増加に伴って水質の劣化がみられ、宿泊施設からの排水の流入の影響が大きい。栄養塩に基づく分類では中栄養湖から富栄養湖へ遷移した。
赤城大沼は群馬県によって環境基準の類型が指定が行われている。これは利水を行う水域について化学的酸素要求量( COD )に基づく分類を行ったもので、水質環境基準類型は1973年（昭和48年）に「湖沼A」を「5年以内で可及的速やかに達成」すべきものと指定を受けた。その後、1986年（昭和61年）に「累計II」を「5年以内で可及的速やかに達成」すべきとされた。2014年（平成26年）の調査でも環境基準を達成していない。なお、群馬県で指定を受けている湖沼は12水域あり、環境基準を達成していないのは自然湖沼である赤城大沼と尾瀬沼の2箇所となっている。
水生生物保全水質環境基準としては、2010年（平成22年）に「湖沼生物A」を「直ちに達成」となった。2011年には、東日本大震災に伴う原発事故の影響で赤城大沼で釣り上げたワカサギから放射性セシウムを検出、釣りは可能だが持ち出しは「自粛」となり、事実上の禁漁となった。その後、セシウム量が安定的に基準値を下回るようになり、2015年に「解禁」となった。

## 人文史

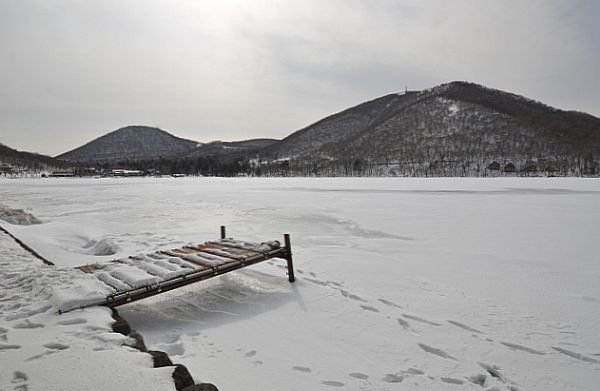
氷結した赤城大沼と地蔵岳

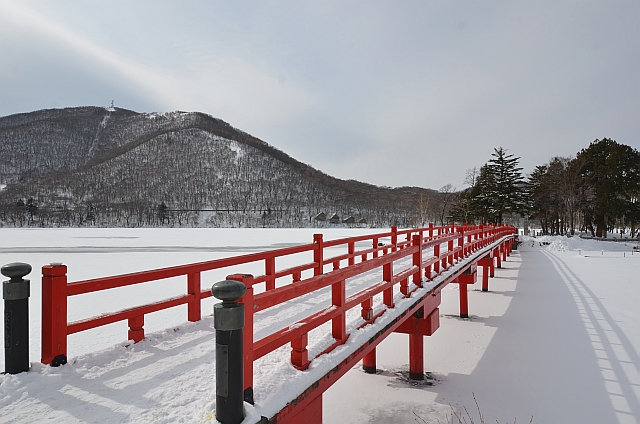
小鳥ヶ島の赤城神社境内へと渡る啄木鳥橋

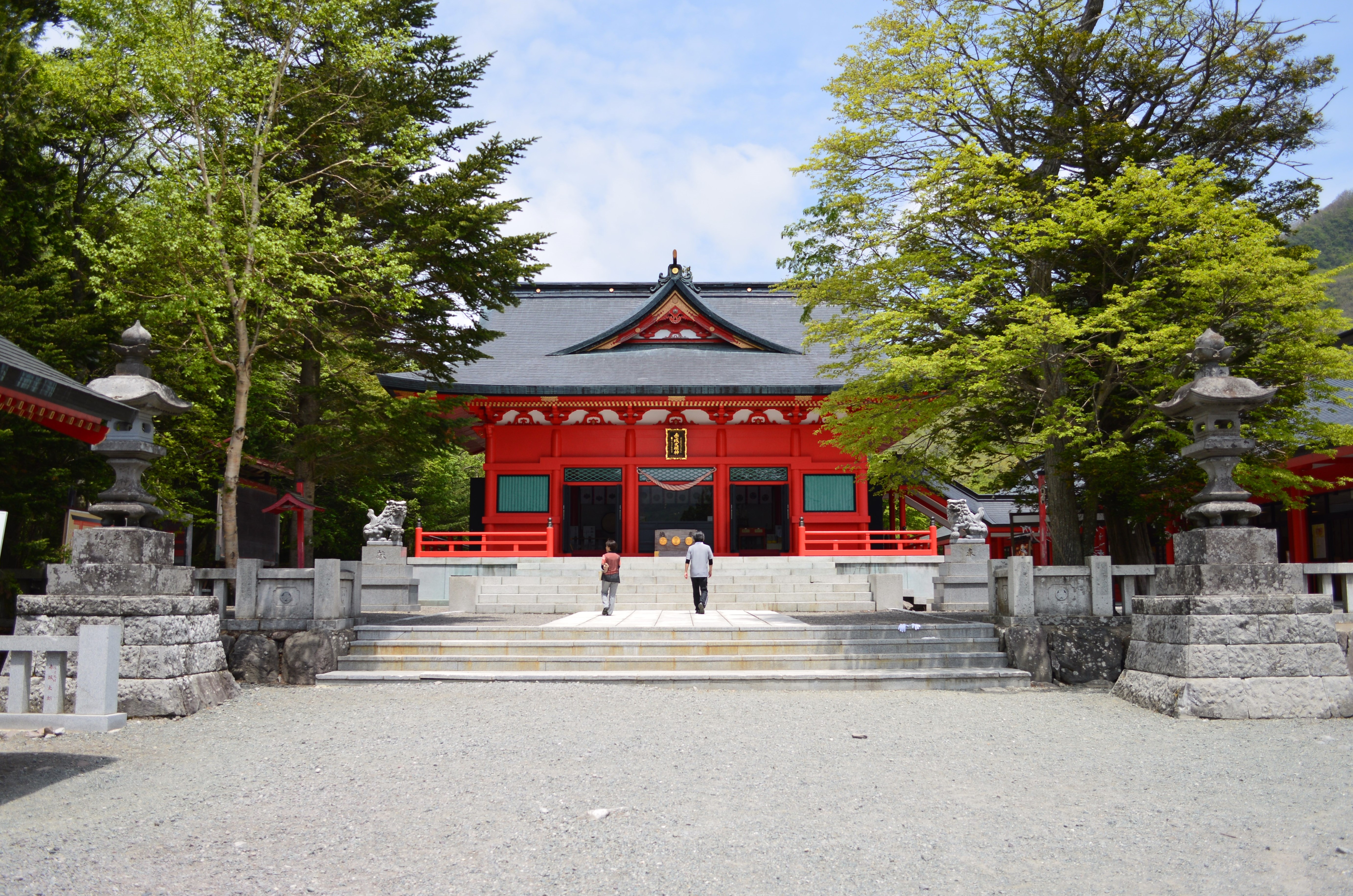
赤城神社（拝殿）

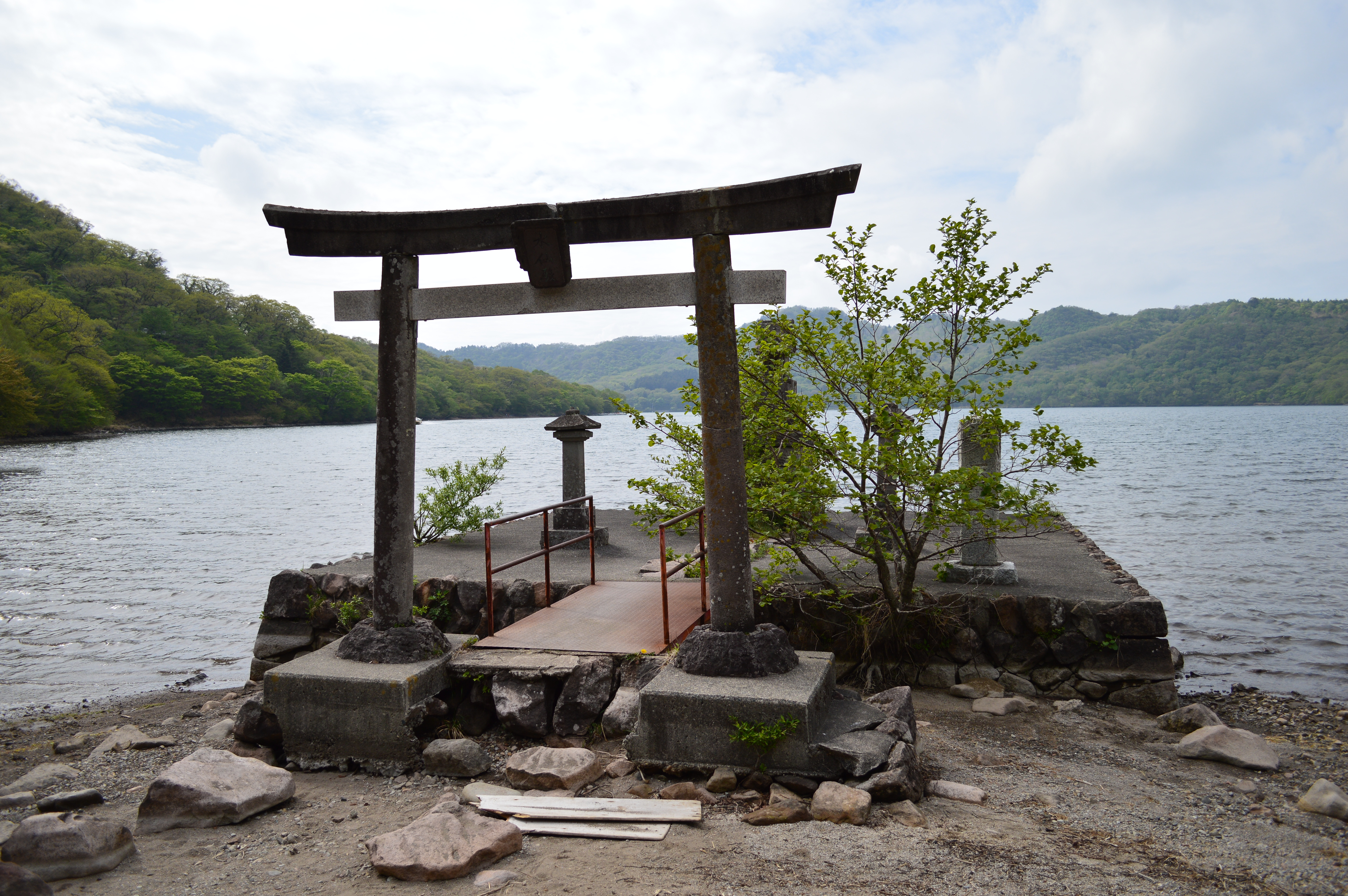
赤城神社の旧遷座地（元宮）の弁天宮

### 伝承と信仰

#### 赤城大沼と中禅寺湖
赤城山の神と日光（栃木県）の神（二荒山）が、赤城大沼や中禅寺湖をめぐって争ったとする伝承がある。この伝承にはさまざまな亜種があり、北関東地方の各地にこれにまつわる伝承の地がある。両神はかねてから仲が悪く、武力をもって衝突したり、ムカデや大蛇に化身して戦ったりした。戦場ヶ原がその戦地であるといった伝承や、坂上田村麻呂や鹿島神、猿丸が加勢したというエピソードもあるが、大筋では赤城山の神が敗れる物が多い。
これらの伝承は古代における上毛野国造と下毛野国造との領地争いや利水権をめぐる争いを反映したものであるとみなす者もある。

#### 赤城姫の伝承
『神道集』（室町時代に成立）には、赤城大沼と榛名湖をめぐる伝承が採譜されている。
上野国に「高野辺家成」（高野辺大将）という公卿が配流された。高野辺大将には美しい娘が3人いて、それぞれ「淵名姫」「赤城姫」「伊香保姫」といった。娘たちの母はやがて亡くなり、高野辺大将は信濃国から後添いを迎えた。その後、高野辺大将は罪を免じられて上野国国司に任じられ、娘達を継母に委ねて出仕した。
ところがこの継母は3人の娘を疎んじ、弟の更科次郎兼光に命じ、3人の娘を殺害させた。長女の淵名姫が利根川に沈められて殺されると、次女の赤城姫は赤城山へ、末娘の伊香保姫は榛名山（古名：伊香保山）へ逃げた。赤城姫は赤城大沼の竜神（または「晻佐羅魔女」）によって赤城明神に転生し、伊香保姫は榛名湖の竜神によって榛名明神となった。
3人の娘には都に出仕していた実弟がおり、事態を知って上野へ引き返すと更科次郎兼光を討ち、継母を捕らえて信濃に追放した。継母はその後冠着山（姥捨山）で死んだという。
この弟は、赤城大沼の畔で、神となった淵名姫と赤城姫（赤城大明神）に再会を果たした。このとき淵名姫を乗せていた鴫は大沼に降り立って小鳥ヶ島へ姿を変えたという。弟はその後、庵を結んで3昼夜にわたり姉を祀った。その地を「三夜沢」と称したという。

#### 小鳥ヶ島の赤城神社
平安時代に成立した『延喜式神名帳』（延長5年・西暦927年）には、上野国の名神大社として「赤城神社」が記載されている（式内社）。赤城山の周辺には「赤城神社」と称する主要な神社が3社あり、いずれを『延喜式神名帳』の赤城神社とするかは見解が分かれている。赤城山山頂の赤城神社はその一つである。
旧来は湖畔に湖を背にして祀られていた神社だが、1968年（昭和43年）に現在地の小鳥ヶ島に遷座した。
この赤城神社がいつ創建されたものであるかは不詳。境内の安山岩製の宝塔（赤城塔）には応安5年（1376年）の銘がある。社伝では崇神天皇の時代に豊城入彦命が創建したとする。また、神社では大同元年（806年）に地蔵岳中腹から大沼の湖畔へ遷宮したという記録を有するとしており、湖畔の地名「大洞」はこの年号に由来するという。近世には前橋城（厩橋城）の歴代の城主の崇敬を受けており、酒井家の時代には社殿造営を5回行っている。
もともとは赤城大沼と赤城山を祭祀していたもので、明治時代には赤城山周辺の小社を合祀、現在は豊城入彦命、大国主命、徳川家康公など6柱を祭神としている。

### 観光地として

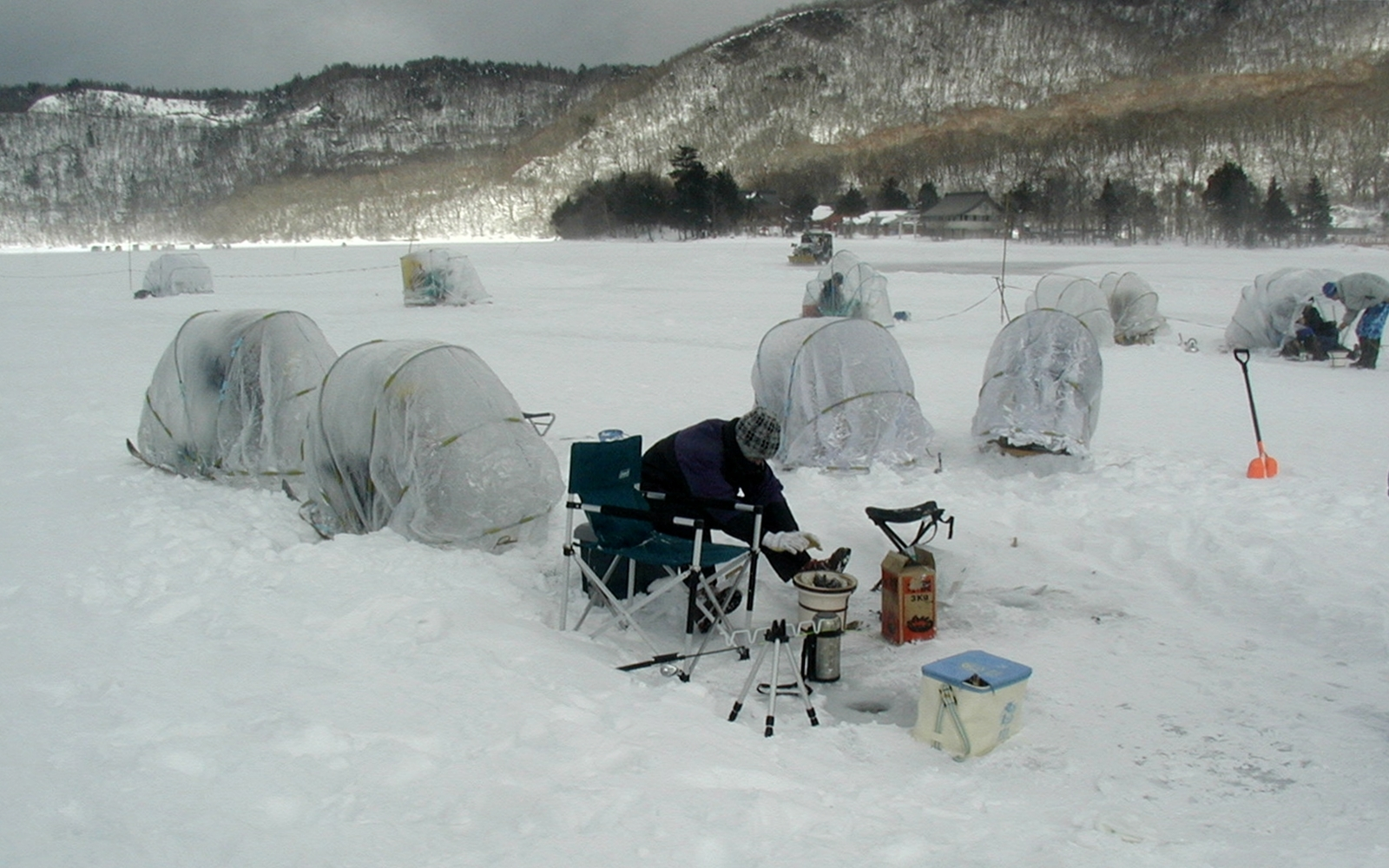
氷上ワカサギ釣り（2月）

明治時代から観光地として知られており、大正時代になると冬季スポーツの開催地として知られるようになった。ただしもっぱら登山客が訪れる山だった。昭和初期には本格的な観光開発が始まり、公共交通機関や道路が整備され手軽な観光地となった。春の新緑、秋の紅葉など、四季を通じて観光客が集まる。
関東近郊では、自然に結氷する湖としてはもっとも早い時期から氷が張ることで知られている。このため昭和初期までは採氷・製氷が行われていたほか、湖水を取水して天然水として利用されていた。スケート地としても早くから知られていた。
一年を通じて釣りを楽しむことができ、とりわけ冬季の氷上ワカサギ釣りは赤城大沼の名物とされている。このほか夏季にはボート遊びなどが行われる。
湖周辺はミズナラ、シラカバ、ブナなどの落葉広葉樹林となっており、春の新緑、秋の紅葉が楽しめる。6月中旬のレンゲツツジの見ごろにあわせてツツジ祭りも行われる。 毎年8月初旬には、赤城神社の例夏大祭（8月8日）にあわせて「赤城山夏祭り」が開かれ、沼の神に神饌を献じ、緋鯉を供える。例祭のある週末には湖上で花火大会などが行われる。このほか8月下旬にはマラソン大会、冬季にはワカサギ釣りの祭りが催されている。

#### 文芸

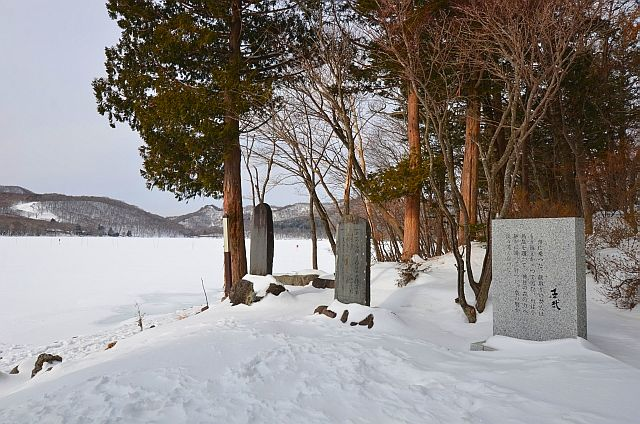
湖畔の志賀直哉の石碑

赤城山では、明治元年に湖畔に定住をはじめたという「猪谷旅館」と「青木旅館」が知られている。
南湖畔の大洞にあった猪谷旅館は、関東の文人が赤城山を訪れる際の宿所として知られており、1904年（明治37年）には与謝野鉄幹、高村光太郎、1915年（大正5年）には志賀直哉が投宿している。
志賀直哉はこのとき湖畔に山小屋を欲し、旅館の猪谷六合雄（1890 - 1986）がその建設を請け負った。志賀直哉はここで5月から9月まで夫妻で滞在し、小説『焚火』の構想を練ったという。
作品には、黒檜山と鳥居峠に虹が架かる情景や、月あかりの下で小鳥ヶ島へ舟で渡る様子、岸辺の白樺の植生、周辺の牧場開発の様子などが織り込まれている。夫妻のために湖畔に小屋を作る「Kさん」や画家の「Sさん」も登場する。湖中の赤城神社には『焚火』の石碑も置かれ、『焚火』の一節が刻まれている。
一方、北西岸の沼尻にあった青木旅館も文人の宿として知られており、志賀直哉は高村光太郎のほか、与謝野鉄幹・与謝野晶子夫妻が訪れている。とくに与謝野晶子は赤城山を詠んだ作品を残している。

#### ウィンタースポーツ

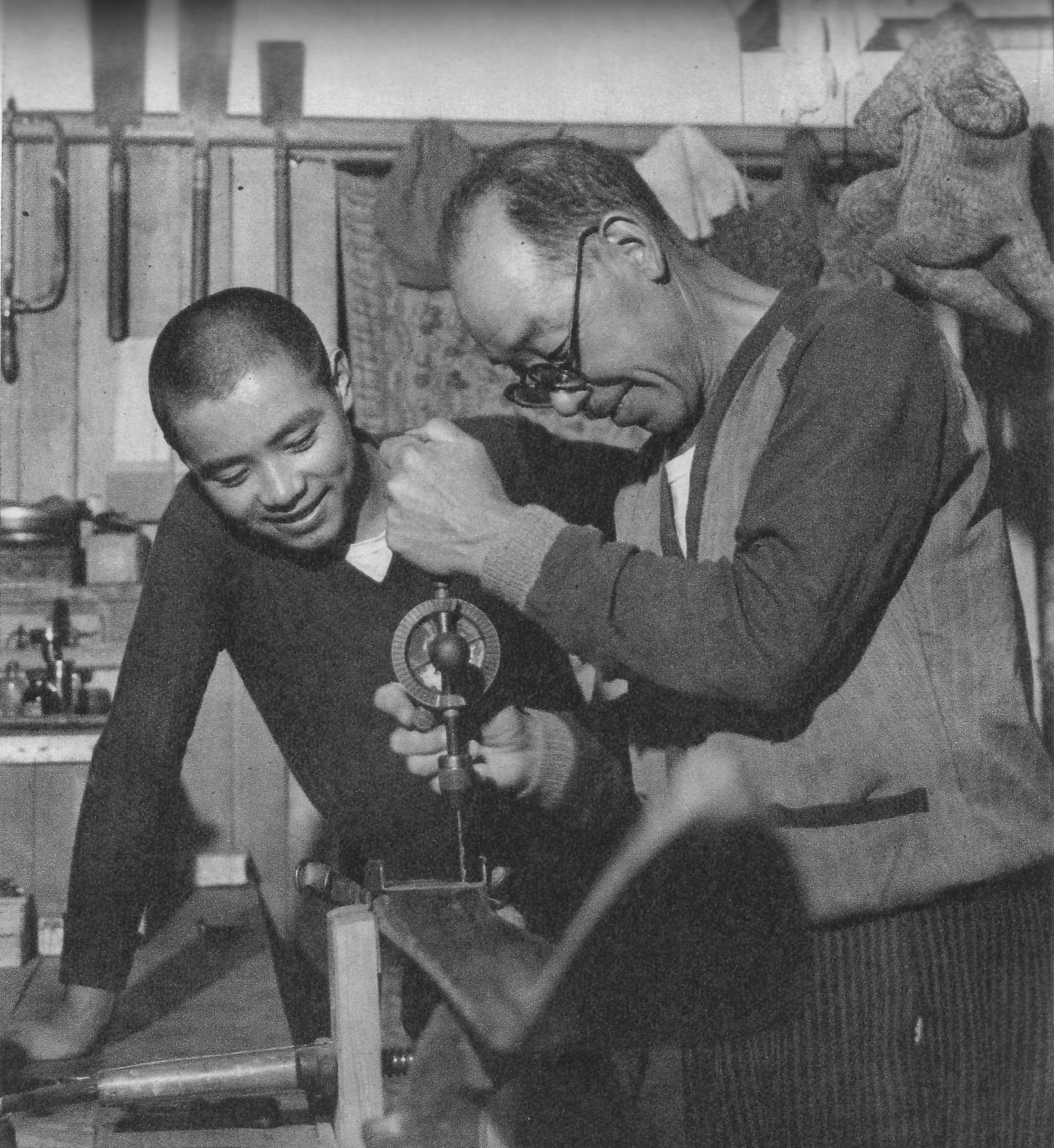
猪谷六合雄・猪谷千春父子

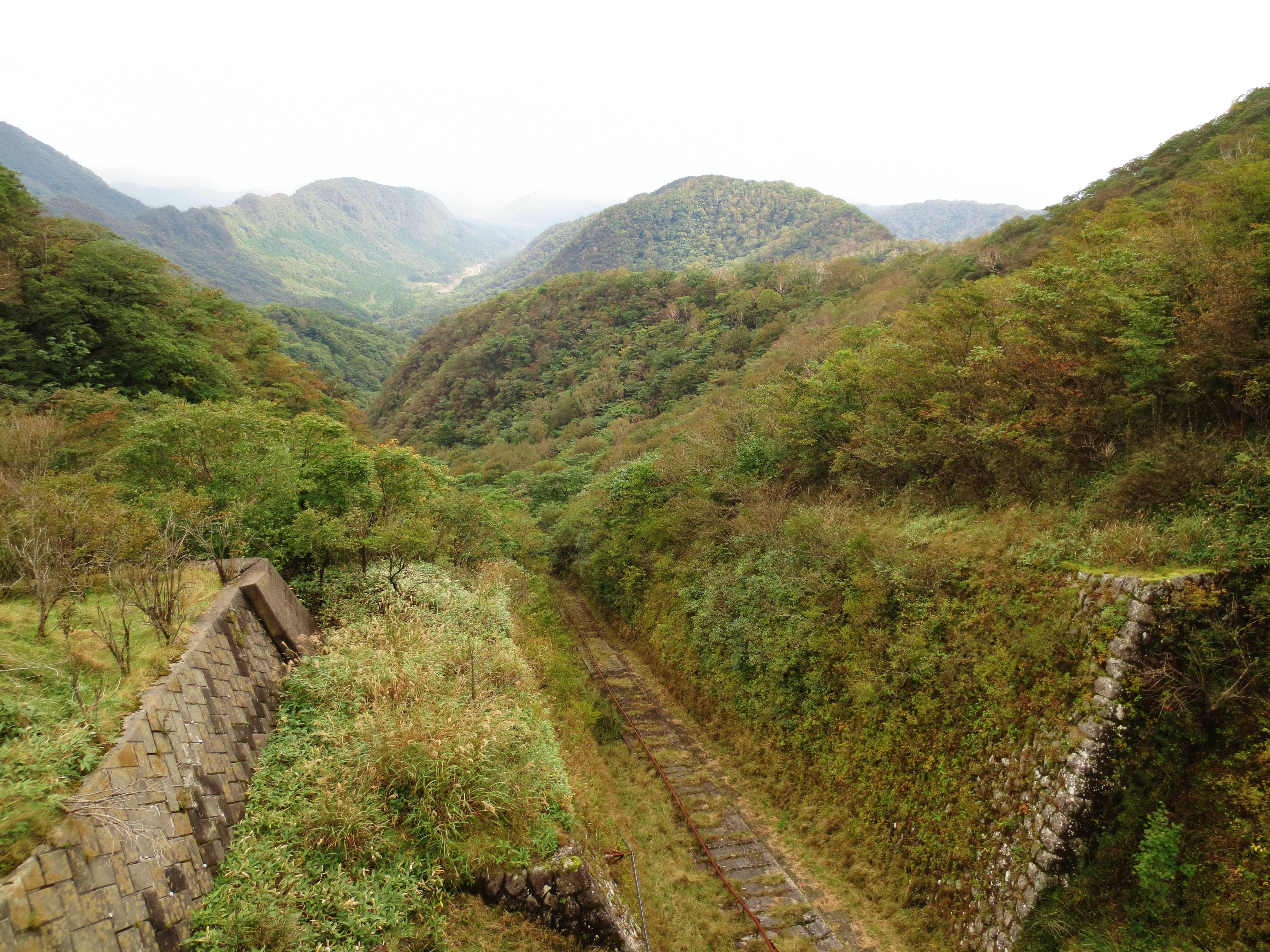
赤城登山鉄道廃線跡

猪谷六合雄はのちにスキーのプロとなり、とくに山スキーを得意とした。1929年（昭和4年）には、猪谷の設計で地蔵岳に建設された「地蔵岳大ジャンプ台」で、ノルウェーのスキー選手3名を招いて日本初の国際スキージャンプ競技大会が開催されている。
この大会のあと、赤城山には日本全国からスキーヤーが集まるようになった。翌1930年（昭和5年）からは明治大学のスケート部の合宿地となり、スケートの地としても知られるようになった。関東近郊では自然に結氷する湖としてはもっとも早い時期から結氷することでも知られている。
六合雄の長男猪谷千春（1931 - ）は幼少期より父からスキーの英才教育を受けて育ち、1956年コルチナ・ダンペッツオオリンピックで日本人初の冬季オリンピックのメダリストとなった。
厳冬季の赤城山山頂付近は降水量が少ないものの、平均気温が氷点下になるため、ウィンタースポーツにとって上質とされるアスピリンスノーとなる。東京からは比較的アクセスもよいため、1970年代にはスキーリゾート地として賑わった。スキー場は3箇所整備され、とくに地蔵岳の山頂から大沼・黒檜山を観望しながら滑降する3キロメートルのコースは人気を博した。
しかし時代が変わると利用客も減り、ゲレンデは閉鎖、ロープウェイは1998年（平成10年）に廃止となった。その後、スキー場はゲレンデ1箇所が再開され、「自称日本一小さいスキー場」と称して営業している。

#### 群馬県立赤城公園

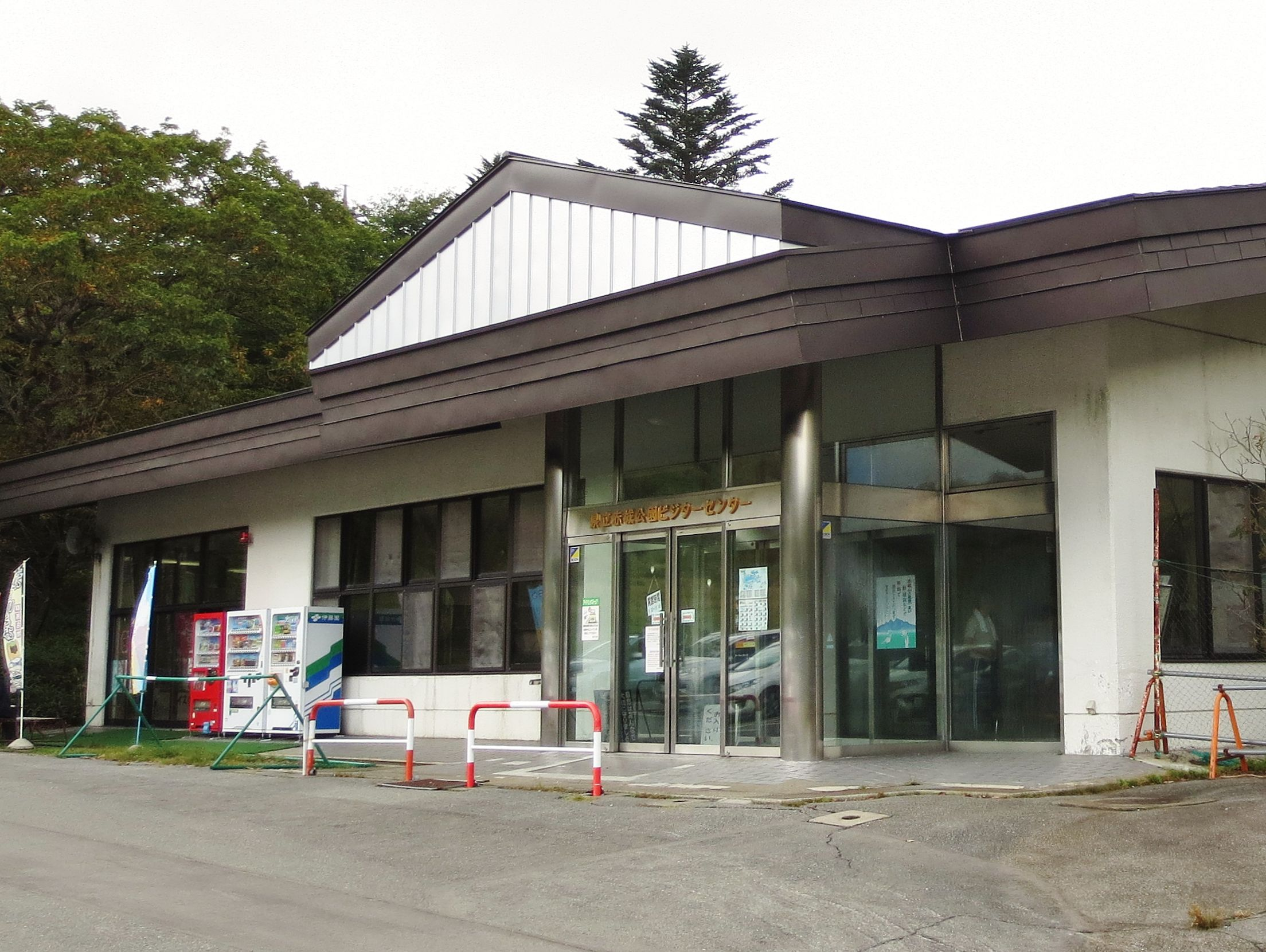
赤城公園ビジターセンター（大洞）

1935年（昭和10年）、群馬県は大沼一帯の御料地を皇室から払い下げを受け、県有地とあわせて群馬県立赤城公園とした。1955年からは自動車用道路として有料道路赤城白樺ライン（のちに無料化、現在の群馬県道4号前橋赤城線の一部）を整備、バスの運行がはじまった。さらに赤城登山鉄道（ケーブルカー。1957年開業、1968年廃止）、地蔵岳山頂へは赤城山ロープウェイやリフトも建設され、山麓から湖畔、山頂を経て山麓への周回コースができた。
1970年（昭和45年）には県営の国民宿舎が開設、1983年（昭和58年）にはあかぎ国体が開催され、馬術や自転車競技の開催地にもなった。
自動車が通行可能な道路が湖畔を一周できるように整備されている。一周は約5kmで平坦で、徒歩でも1時間半ほどで一周できる。また、湖畔には散策路が整備されており、湖水が少ない時期には水辺を歩くこともできる。

### 赤城大沼用水

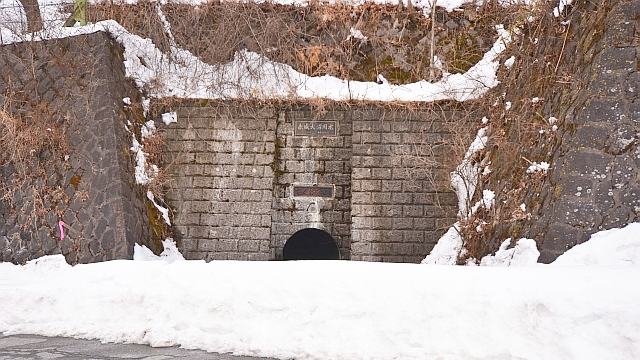
赤城大沼用水の隧道出口

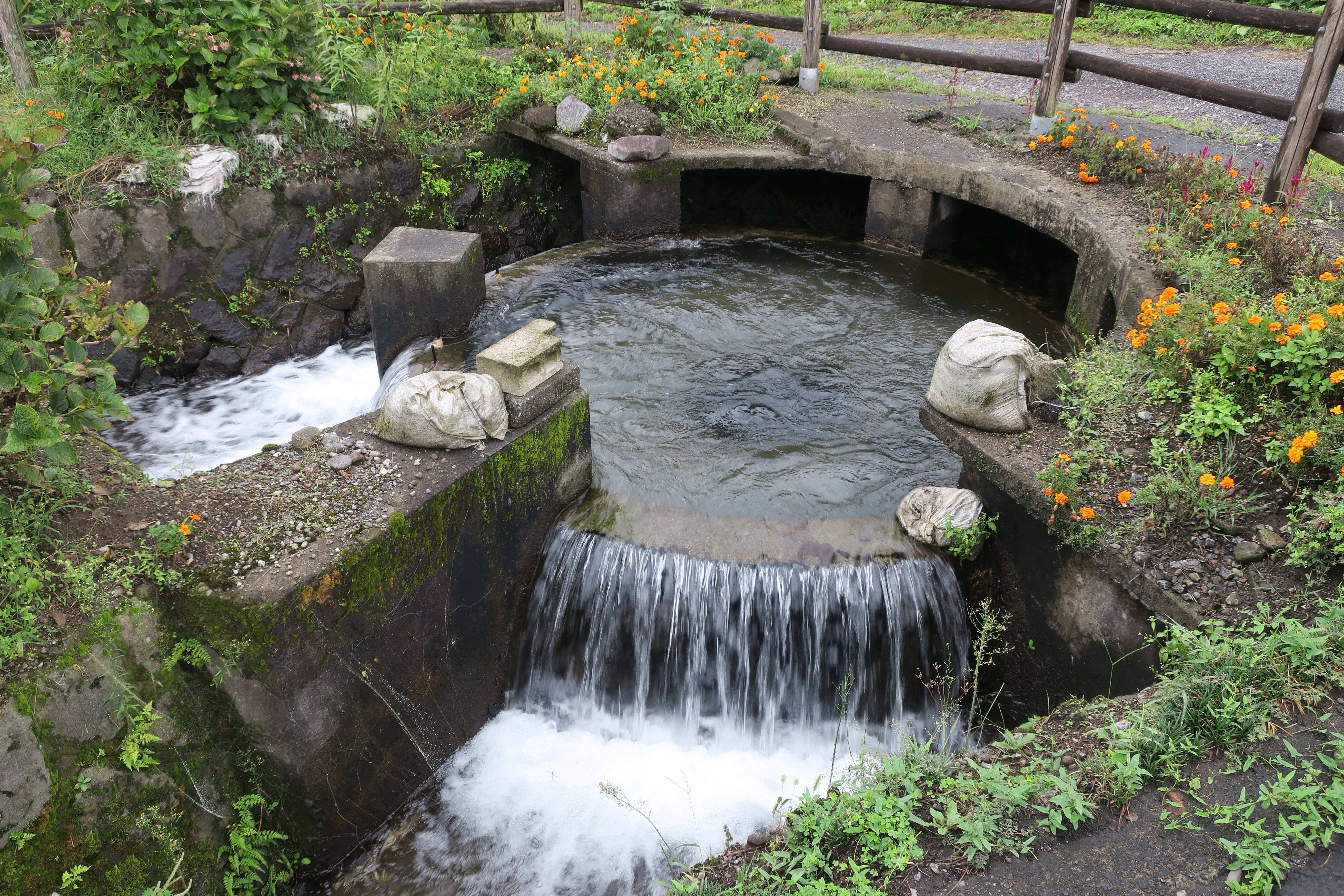
第一円筒分水工

赤城大沼から自然に流出する川は北西端の沼尾川だけだが、赤城山の外輪山の下を穿って南斜面の白川（赤城白川）へ導水する灌漑用水路がある。これを赤城大沼用水という。
広大な火山性の裾野をもつ赤城山の山麓では、河川は伏流水となってしまい、常に水不足に悩まされてきた。江戸時代には水を巡って村と村の争議が絶えなかった。反面、常態的に枯れ川の白川は大雨の際の流下能力は小さく、集中豪雨などでは容易に氾濫した。1910年（明治43年）にも白川扇状地に洪水被害をもたらしていた。
赤城大沼から水を引水するという構想は江戸時代末期からあり、赤城山南西山麓の原之郷（旧富士見村）の名主、船津伝次平に遡るという。その構想は大正時代に具現化し、1915年（大正4年）に木村與作（木村与作）によって用水建設の申請が行われた。しかし当時は県知事による許可が得られなかった。その後、1935年（昭和10年）にも白川の洪水が発生している。
この事業はのちに樺沢政吉（椛沢政吉）によって継承され、1941年（昭和16年）に着工にこぎつけた。しかし太平洋戦争の時局下のため建設資材の調達が滞り、また山の下を通る全長約2200メートルの隧道の工事も軟弱な地盤や湧水などにより技術的に困難だった。トンネルが完成したのは1956年（昭和31年）、用水路の竣工・通水は1957年（昭和32年）となった。
この用水のため、赤城大沼の湖水面は約2メートル水位をあげられた。そして北西の沼尻（湖尻）に設けられた頭首工から毎秒0.81トンの割合で取水し、地蔵岳の北西の丘陵（新坂平）を隧道で通り抜け、白川に導かれる。その後、白川に建設された取水口から用水路を通って南西麓へ導かれ、標高499メートル地点と標高450メートル地点に設けられた円筒分水工で4水系に分かれ、約360ヘクタールの土地で灌漑に供されている。この用水整備によって耕作地は大幅に増え、水田が増加したほか、一帯は従来の養蚕からウシ・ブタを飼育する酪農やホウレンソウ、キャベツ、サトイモ、ダイコンなどの野菜栽培にシフトした。
用水は完成から半世紀あまりが経過し、老朽化が懸念されている。部分的には石積の崩落や漏水もあるため、群馬県の事業として修繕や補修が行われている。
取水口である火口瀬付近には、1978年（昭和53年）に樺沢政吉の顕彰碑が設置された。

## 交通

### 道路
- 群馬県道4号前橋赤城線 - 前橋市中心部から南西斜面を登り山頂カルデラに至る県道。山岳部は有料道路の旧赤城南面道路（通称：赤城白樺ライン）として建設された。上毛三山パノラマ街道の一部を成す。1995年に無料化。
- 群馬県道16号大胡赤城線 - 旧大胡町中心部から三夜沢町・赤城温泉郷・牛石峠を経て南斜面を登り山頂カルデラに至る県道。
- 群馬県道70号大間々上白井線 - 大沼南岸を走る県道。路線としては赤城山西麓の渋川市から赤城山を横断、山頂を経由して東麓の桐生市・みどり市へ至るが、山岳部は未通（車両通行不能）。
- 群馬県道157号赤城山敷島停車場線 - 北西岸を通る県道。路線としては渋川市の敷島駅付近までだが、山岳部は未通（車両通行不能）で登山道があるのみ。
- 群馬県道251号沼田赤城線 - 東岸を通る県道。大洞から湖岸を通り、北麓へ下る。上毛三山パノラマ街道の一部を成す。

### 鉄道・索道
- 赤城登山鉄道 - 1957年開業、1968年廃止。赤城山南東麓の旧黒保根村から鳥居峠を経て山頂カルデラを結んでいた。
- 赤城山ロープウェイ - 1957年開業、1998年廃止。地蔵岳の麓と山頂を結んでいた。

### アクセス
JR前橋駅からバス。富士見温泉で乗り換えて、赤城ビジターセンター下車。

## ギャラリー

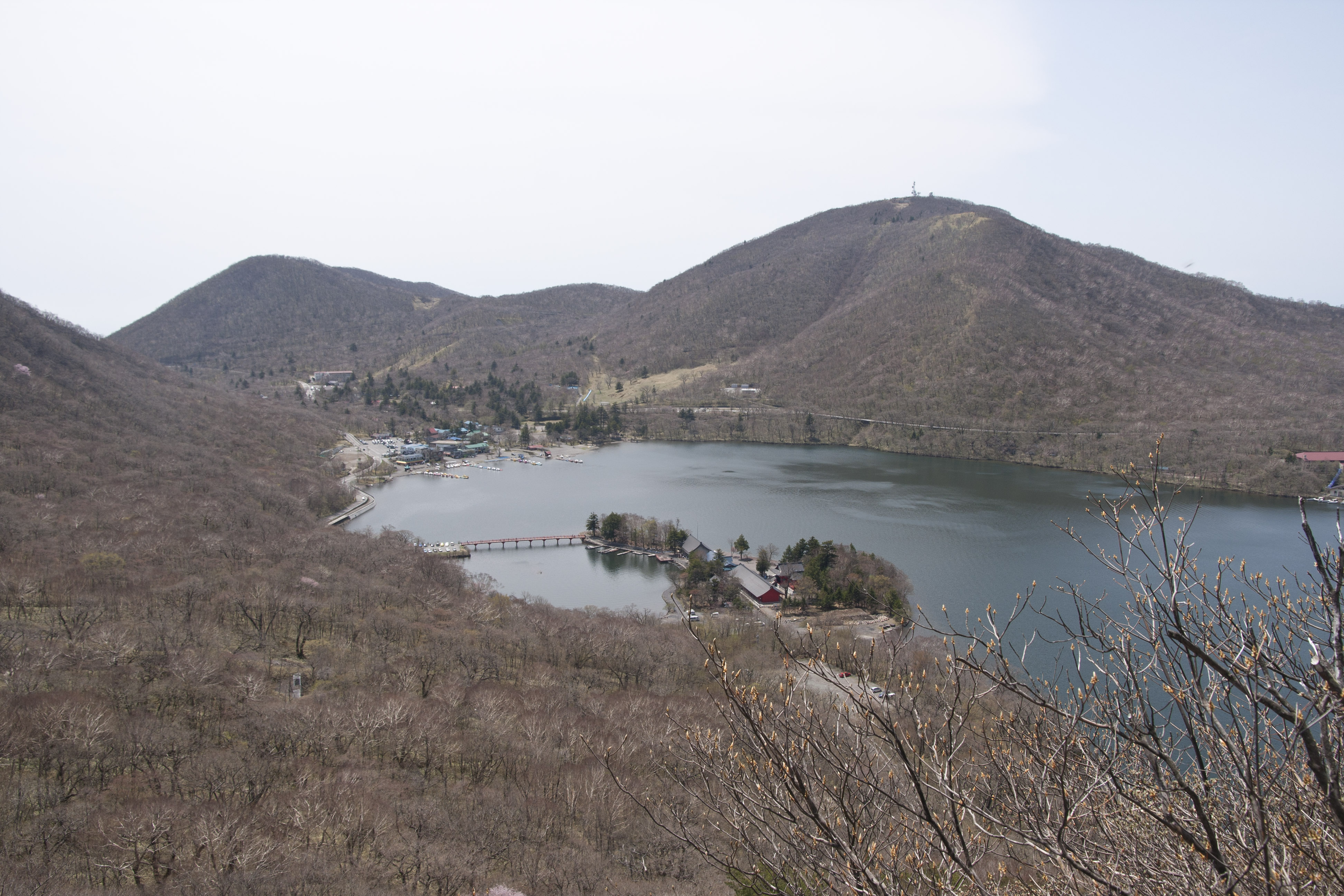
春（5月初旬）
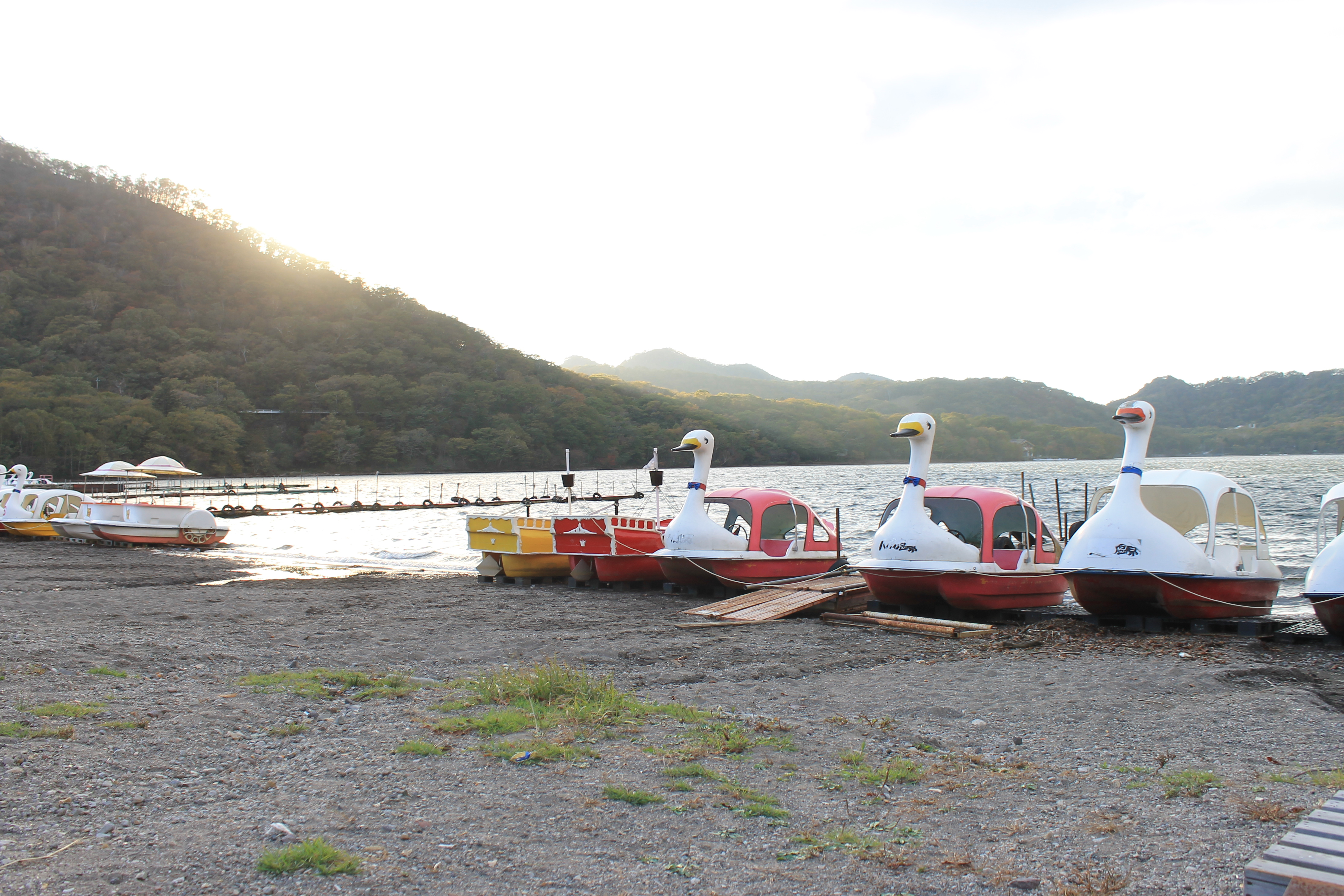
湖畔の遊覧ボート（10月）
湖畔の遊覧ボート（11月初旬）
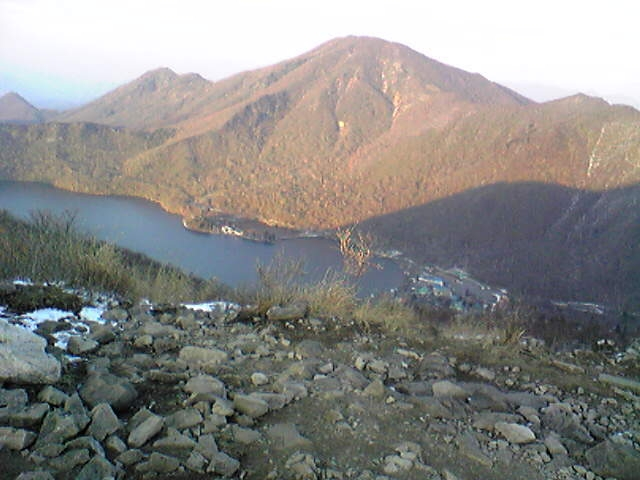
地蔵岳から見た黒檜山
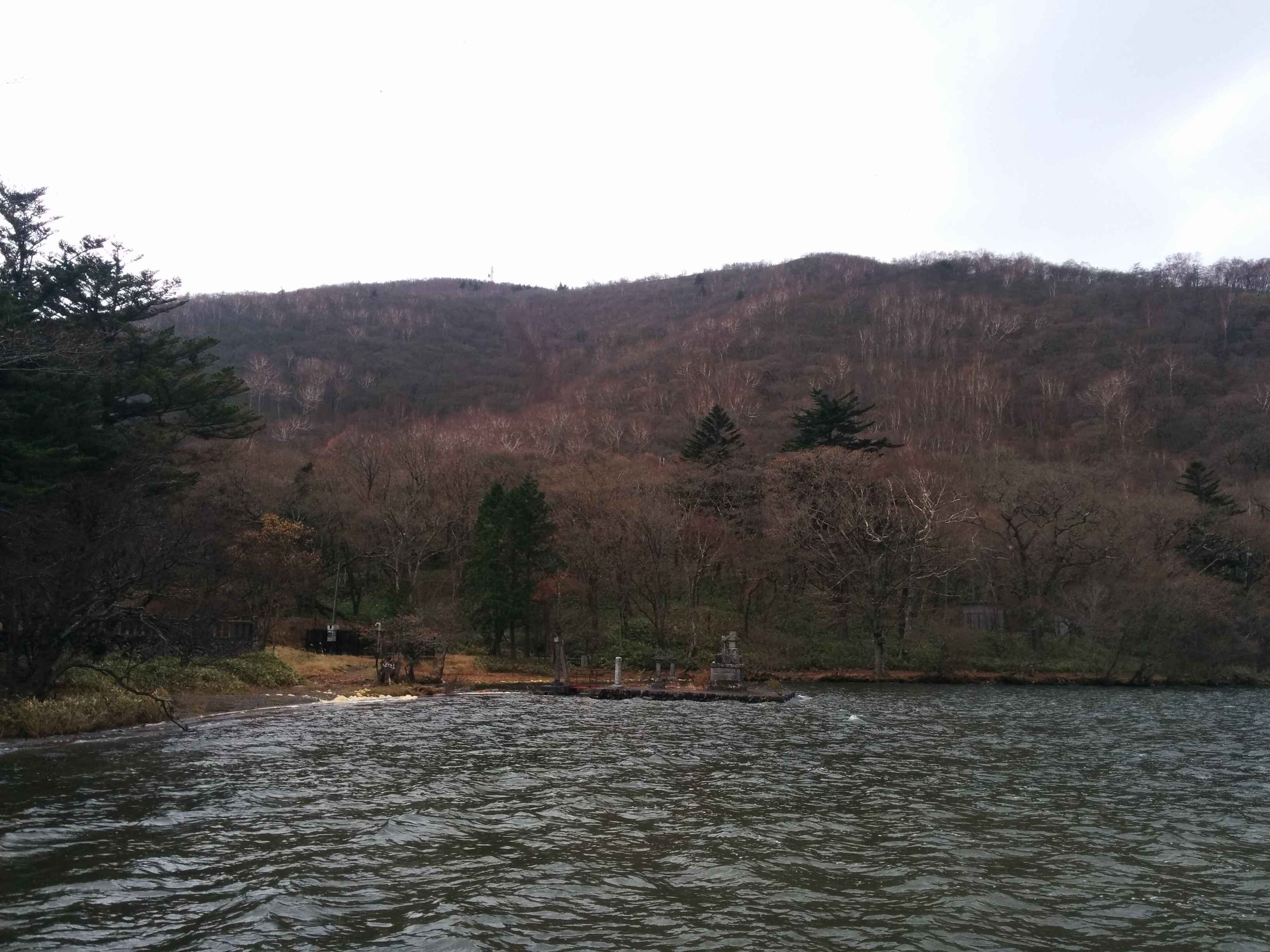
湖畔から見た地蔵岳
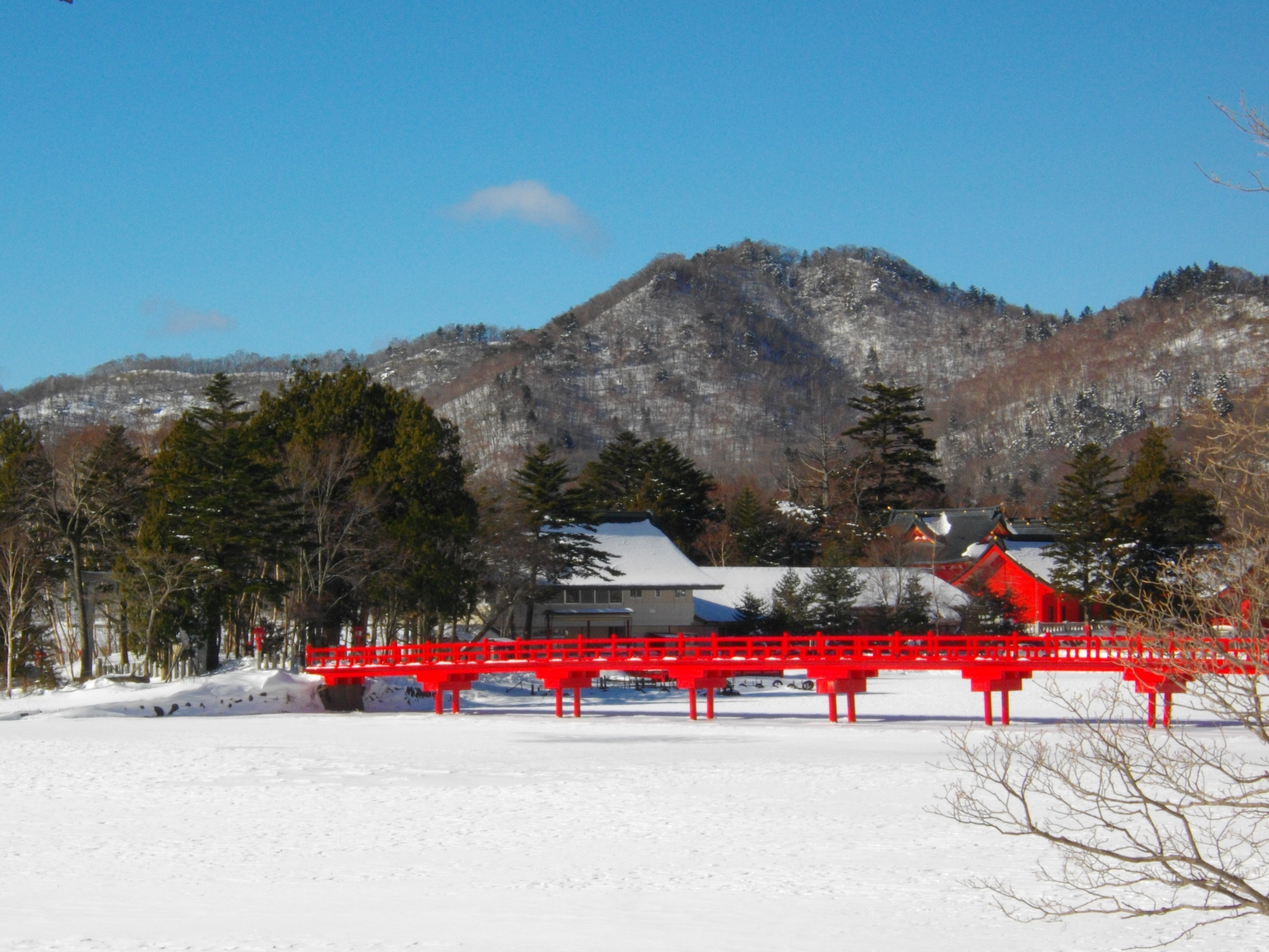
啄木鳥橋（1月）
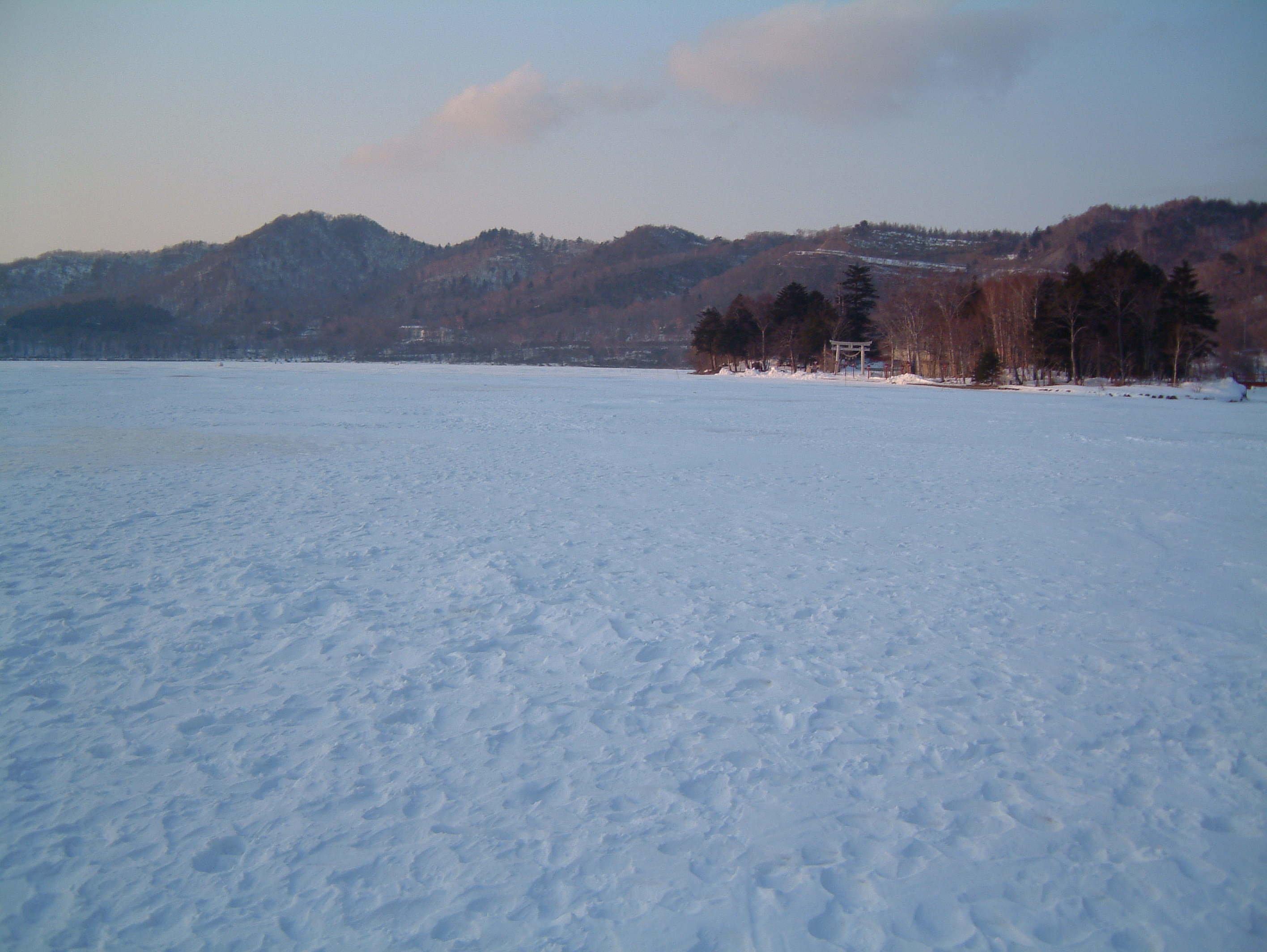
結氷した赤城大沼と赤城神社（1月）